# Romano Obilinović
Romano Obilinović (Spalato, 27 settembre 1979) è un ex calciatore croato, di ruolo attaccante.

## Palmarès

### Individuale
- Capocannoniere del campionato sloveno: 1

2001-2002 (16 gol)
- Capocannoniere della Druga hrvatska nogometna liga: 1

2009-2010 (17 gol)